# Ericson (Nebraska)
Ericson je selo u američkoj saveznoj državi Nebraska. Prema popisu stanovništva iz 2010. u njemu je živjelo 92 stanovnika.